# Chiaromonte
Chiaromonte egy község (comune) Olaszország Basilicata régiójában, Potenza megyében.

## Fekvése
A kisváros egy, a Sinni folyó völgyére néző 794 m magas dombon épült fel. A Pollino Nemzeti Park területéhez tartozik.

## Története
A terület már a vaskorban is lakott volt. A várost az ókorban görög telepesek alapították. A rómaiak fennhatósága alatt Clarus Mons néven fontos kereskedelmi központ volt. A középkorban a longobárdok, majd a normannok uralták, akik egy erődöt emeltek itt, amely a 9. században egy földrengés következtében elpusztult. A történelem során a chiaromontei grófok jelentős befolyással rendelkeztek a Nápolyi Királyság politikai életében.

## Népessége
A népesség számának alakulása:

## Főbb látnivalói
- San Tommaso-templom
- az 1609-ben épült érseki palota
- a 18. századi Palazzo di Giura
- San Giovanni-templom
- Torri della Spiga - az egykori erődítmény maradványai